# Quetzalcoatlita
La quetzalcoatlita es un mineral de la clase de los minerales óxidos. Fue descubierta en 1973 en la mina Bambollita del municipio de Moctezuma, en el estado de Sonora (México), siendo nombrada así en alusión a su color por Quetzalcóatl, serpiente emplumada de la cultura Azteca. Un sinónimo es su clave: IMA1973-010.

## Características químicas
Es un óxido e hidróxido anhidro de cobre, cinc y telurio, formando un complejo con catión adicional cloruro y aniones adicionales de plata y plomo. Puede ser confundida con la tlalocita (Cu10Zn6(Te4+O3)(Te6+O4)2Cl(OH)25·27H2O), un telurato de hábito y composición químicas parecidas.
La estructura cristalina en principio se pensaba que era de sistema cristalino trigonal, aunque se ha comprobado que es hexagonal con una estructura cristalina inédita compuesta de tetraedros y octaedros.

## Formación y yacimientos
Es un mineral secundario que se forma en la zona de oxidación de los yacimientos hidrotermales de minerales menas del telurio.
Suele encontrarse asociado a otros minerales como: hessita, galena, bornita, cerusita, azurita, clorargirita, teineíta, cuarzo, barita, arcilla, khinita, oro nativo o dugganita.
Se ha encontrado en minas del norte de México y oeste de Estados Unidos.